# Lafoensia vandelliana
Lafoensia vandelliana DC. ex Cham. & Schltdl. è una pianta della famiglia delle Lythraceae, endemica del Brasile. Appartiene al genere Lafoensia che comprende alcune specie.

## Nomenclatura
Il termine Lafoensia è il genere che è stato latinizzato in dedica al nobile portoghese Joannis de Braganza, Duca di Lafoens (1719-1806) che presiedette l'Accademia Reale delle Scienze di Lisbona.
La nomenclatura specifica è dovuta al riconoscimento dell'opera di catalogazione dello scienziato naturalista botanico Domenico Agostino Vandelli.

## Descrizione
La lafoensia vandelliana è una specie di albero della famiglia delle Lythraceae.

## Habitat
La specie vegeta principalmente in aree palustri, su fanghi, suoli molto umidi, con o senza
la preferenza di un substrato, con una distribuzione altitudinale che va dal planiziale al piano collinare ma comunque non oltre gli 800 m di quota.

## Distribuzione
Endemica del Brasile e dell'Amazzonia, la pianta si è diffusa parimenti con la colonizzazione occidentale del Sud America. Oggi la sua distribuzione attraverso i vari giardini botanici del mondo ha portato questa pianta ad essere presente sia in Africa che in India. In Italia la specie è presente solo negli ortobotanici.

## Minacce
La specie è inserita nell’Allegato IV della Direttiva Habitat. Allo stato attuale la minaccia principale è dovuta al riscaldamento globale, fermo restando che la più seria preoccupazione può essere ravvisata nella perdita o nella frammentazione dell’habitat di elezione come le paludi e le zone umide, causate dai drenaggi e dalle bonifiche dei terreni per renderli coltivabili.